# Valter Birsa
Valter Birsa (født 7. august 1986 i Šempeter pri Gorici, Jugoslavien) er en slovensk fodboldspiller, der spiller som kantspiller hos den italienske klub Chievo. Tidligere har han blandt andet spillet for NK Primorje og ND Gorica i sit hjemland, for AC Milan, samt for to fransk klubber, FC Sochaux og AJ Auxerre.

## Landshold
Birsa står (pr. april 2018) noteret for 90 kampe og syv scoringer for Sloveniens landshold, som han debuterede for i 2005 i en alder af kun 18 år. Han repræsenterede sit land ved VM i 2010 i Sydafrika.

## Privatliv
Birsa blev født i Šempeter pri Gorici, i Slovenien. Han er en barndomsven af tre professionelle fodboldspillere Etien Velikonja, Tim Matavž og Goran Cvijanović, der også boede i samme by. I 2012 giftede han sig med sin kæreste Mateja. Parret havde været kærester i lang tid og fik en søn ved navn Nolan efter de blev gift.